# Senostoma simulcercus
Senostoma simulcercus är en tvåvingeart som beskrevs av Barraclough 1992. Senostoma simulcercus ingår i släktet Senostoma och familjen parasitflugor. Inga underarter finns listade i Catalogue of Life.